# Політехнічний провулок (Житомир)
Політехнічний прову́лок — провулок у Богунському районі Житомира. Топонім місцевого походження, знаходиться неподалік Державного університету «Житомирська політехніка».

## Розташування
Починається від вулиці Чуднівської та прямує на південь, в напрямку річки Тетерів, де закінчується перетином з Шпаковською вулицею.
Довжина провулка — 700 метрів.

## Історія
До 2016 року — провулок Піонерських таборів. Відповідно до розпорядження Житомирського міського голови від 19 лютого 2016 року № 112 «Про перейменування топонімічних об'єктів та демонтаж пам'ятних знаків у м. Житомирі», перейменований на Політехнічний провулок.

## Транспорт
- Тролейбус № 5А, 9, 15А, Н5 — на зупинці «Державний технологічний університет»
- Автобус № 25, 30, 44 — зупинка «Державний технологічний університет»